# Berndt Krook
Berndt Jakob Erasmus Krook, född 10 december 1895 i Svedala socken, död 31 januari 1971 i Bergshamra, Riala församling, var en svensk flygofficer.
Berndt Krook var son till hovrättsnotarien Jakob Efraim Krook. Han avlade studentexamen i Stockholm 1915 och blev 1920 löjtnant vid flottan. Krook genomgick Sjökrigsskolans allmänna kurs 1923–1924 och högre tekniska kurs 1925–1926. Han började vid Marinens flygväsende 1919 och anställdes 1926 vid flygvapnet, där han 1933 utnämndes till kapten. Efter tjänstgöring bland annat vid Andra flygkåren 1934–1935 i Flygförvaltningen 1936–1938 erhöll han 1940 transport till Skånska flygflottiljen i Barkåkra. Han tog avsked 1946. Krook genomgick 1927–1928 flygfakulteten vid tekniska högskolan i Berlin. På det militärtekniska området anlitades han bland annat av Danmarks och Nederländernas försvar 1932 och deltog i militärtekniska kommissioner till Tyskland 1932 och Storbritannien 1934. Krook gjorde flera värdefulla flygtekniska uppfinningar, bland annat en känd dim- och gasbildningsapparat för flygmaskiner 1931. 1924 satte han världsrekord i höjdflygning med sjöflygplan. Han var den förste svenske katapultflygaren och upprättade och organiserade katapultflygtjänsten på flygplanskryssaren Gotland 1935. Krook utgav 1938 Torpedflyget. Han blev riddare av Svärdsorden 1939